# St-Maurice (Saint-Maurice-la-Clouère)

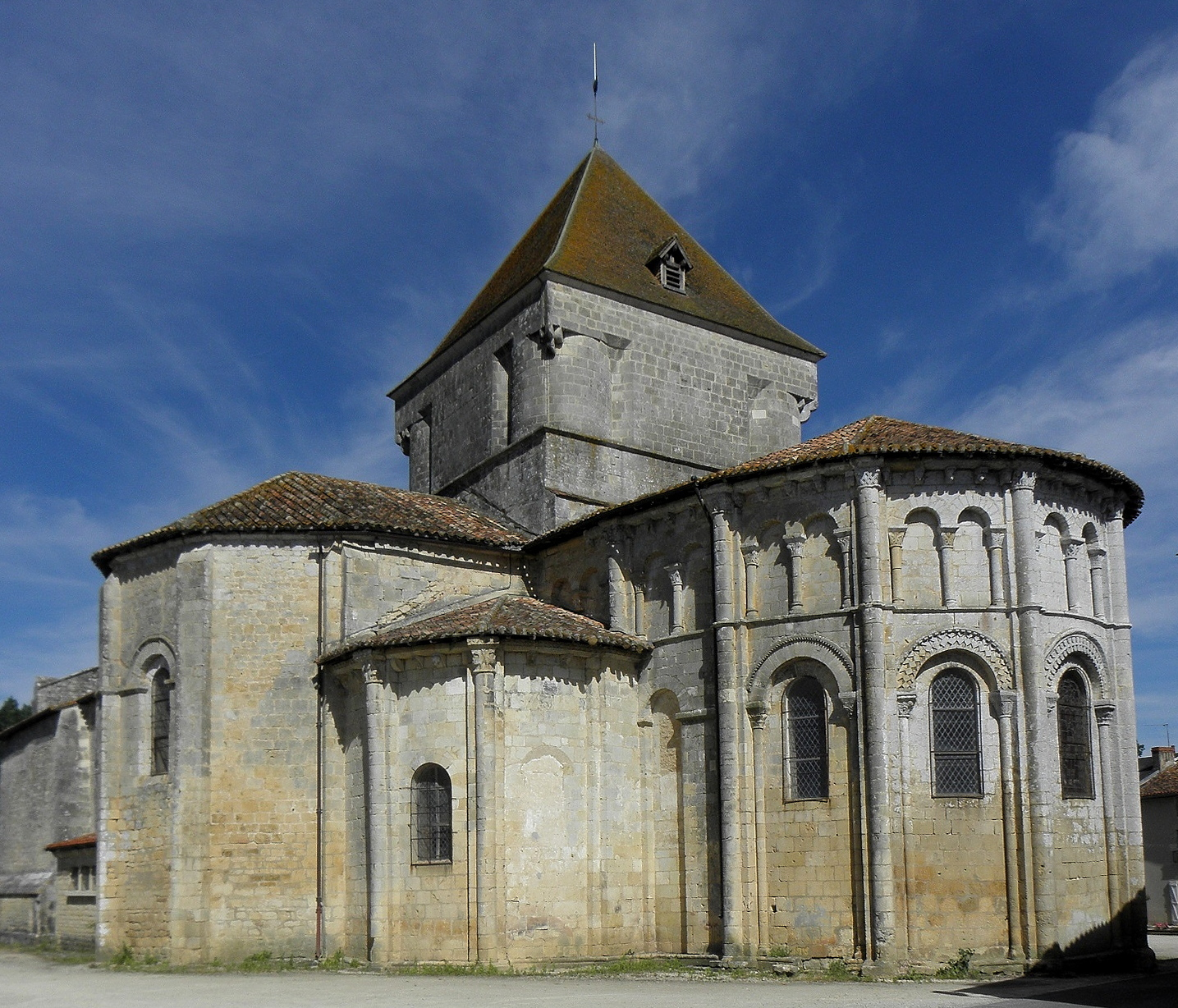
Kirche Saint-Maurice

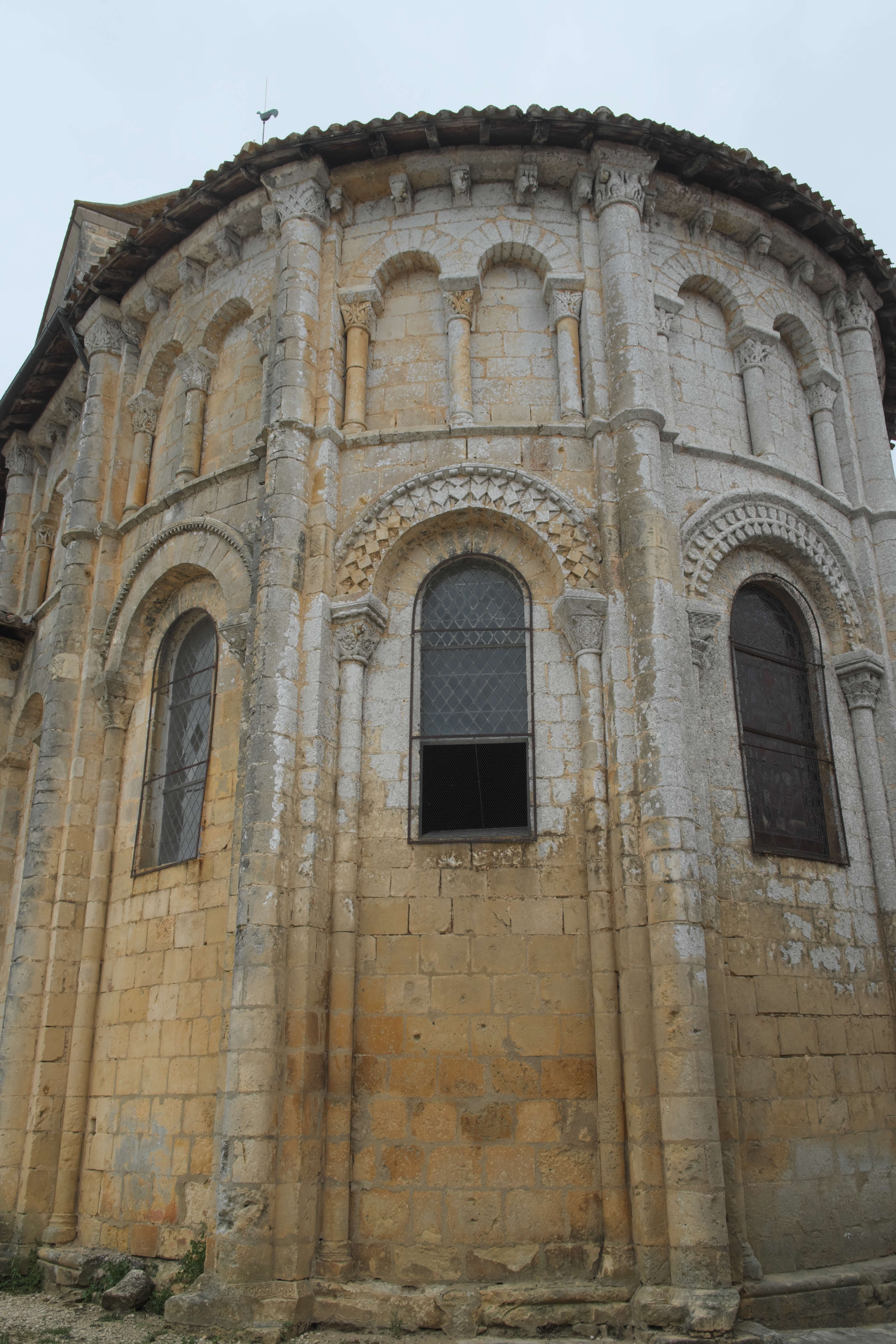
Hauptapsis

Die römisch-katholische Kirche Saint-Maurice in Saint-Maurice-la-Clouère, einer Gemeinde im Département Vienne in der französischen Region Nouvelle-Aquitaine, ist eine romanische Hallenkirche, die im späten 11. und frühen 12. Jahrhundert errichtet wurde. In der Kirche sind gotische Wandmalereien aus dem 15. Jahrhundert erhalten. Im Jahr 1890 wurde die Kirche als Monument historique in die Liste der Baudenkmäler in Frankreich (Base Mérimée) aufgenommen.

## Geschichte
Bereits seit dem späten 10. Jahrhundert dürfte es in Saint-Maurice-la-Clouère eine dem Patronat des heiligen Mauritius anvertraute Kirche gegeben haben. Um 1100 schenkten die Herren von Rancon diese Kirche der Benediktinerabtei Saint-Cyprien in Poitiers. Die Mönche von Saint-Cyprien errichteten in Saint-Maurice-la-Clouère ein Priorat, das ihnen bis zur Französischen Revolution von 1789 unterstand. Sie begannen gegen Ende des 11. oder zu Beginn des 12. Jahrhunderts mit dem Bau einer neuen Kirche, bei dem die vorherige, karolingische oder frühe romanische Kirche abgebrochen wurde. Die Kirche war von einem Friedhof umgeben und stand im ummauerten Klosterbezirk.

## Architektur

### Außenbau

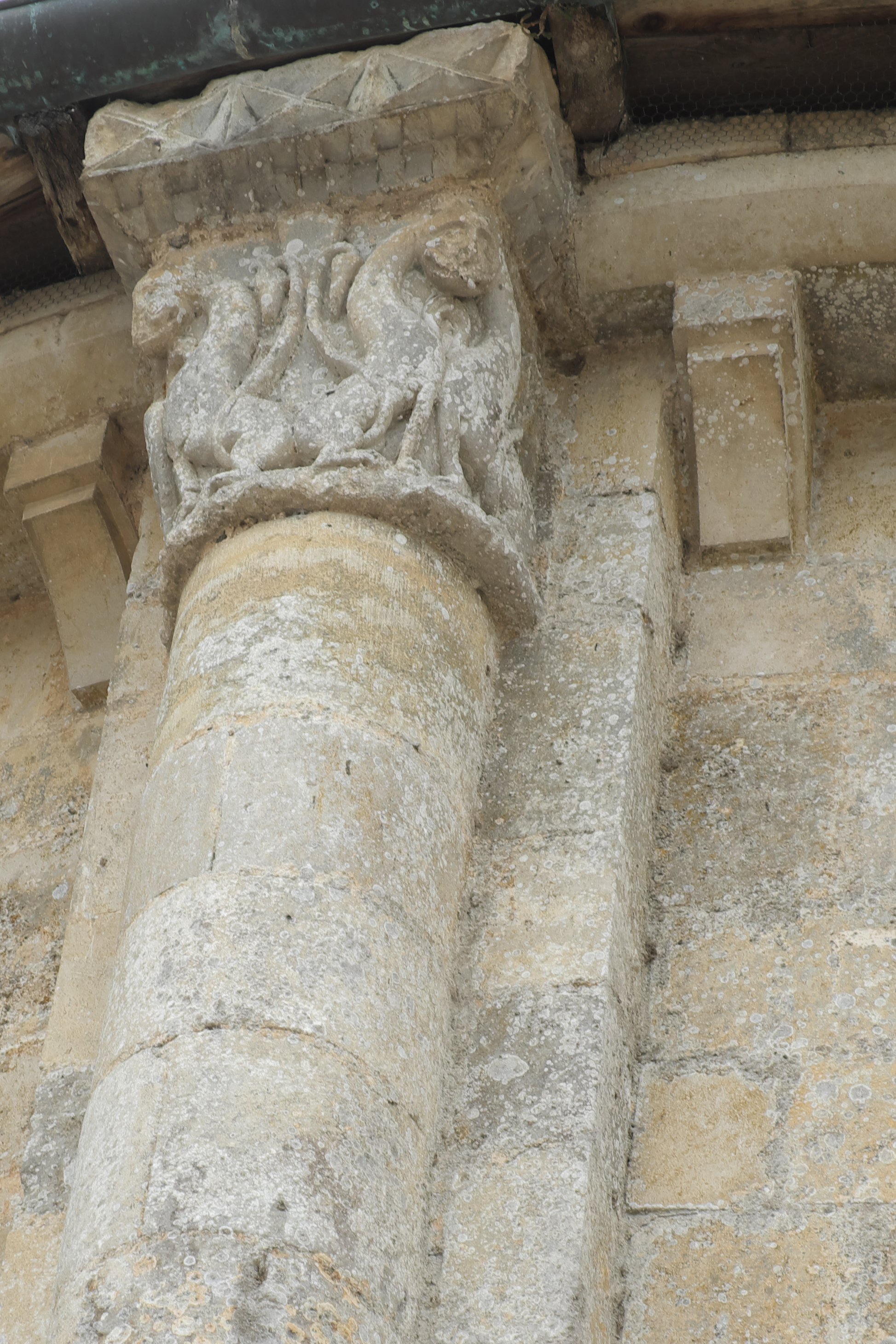
Säule mit Kapitell

Der gedrungene, quadratische Glockenturm über der Vierung ist fensterlos und wird von einem Pyramidendach gedeckt. Seine abgerundeten Ecken erinnern an kleine Türme.
Eine besondere Bauzier weisen das Chorhaupt und der nördliche Querhausarm mit Fünfachtelschluss auf. Ihre Außenmauern werden durch Pilaster mit Säulenvorlagen gegliedert. Zwischen der Fensterzone und dem Dachansatz verläuft eine Reihe von blinden Zwillingsarkaden mit schlanken Säulen und skulptierten Kapitellen. Unter dem Dachansatz des nördlichen Querhauses, der Hauptapsis und der seitlichen Apsiden sind mit Menschen- und Tierköpfen skulptierte Kragsteine angebracht. Die Fenster der Hauptapsis werden von Archivolten mit unterschiedlichem Dekor wie einem Diamantfries, einem Rollenfries, einem Schachbrettfries, einem Blattfries und einem Flechtbandfries verziert. Auf einigen Steinen sind noch Steinmetzzeichen zu erkennen, die aus der Bauzeit der Kirche stammen.
Wie der übrige, ansonsten schlichte Außenbau wird die Westfassade durch Strebepfeiler gegliedert. In der Mitte, zwischen zwei Strebepfeilern, ist in eine breite, spitzbogige Nische ein von Archivolten und Säulen mit Kapitellen gerahmtes Portal eingeschnitten.
Der Haupteingang liegt an der Nordseite der Kirche. Das Nordportal ist zwischen zwei Strebepfeilern, unter einem Gesims mit Rundbogenfries und schmucklosen Kragsteinen, eingebettet. Es wird von drei Archivolten gerahmt, auf den beiden äußeren Bögen sind stilisierte Blätter oder Palmetten und auf den Wölbsteinen des inneren Bogens geflügelte Greife dargestellt. Auf den Kapitellen sind sich zugewandte Vogelpaare dargestellt, am linken äußeren Kapitell werden sie von einem Medaillon gerahmt. Die beiden inneren Kapitelle wurden zu Beginn des 20. Jahrhunderts erneuert.

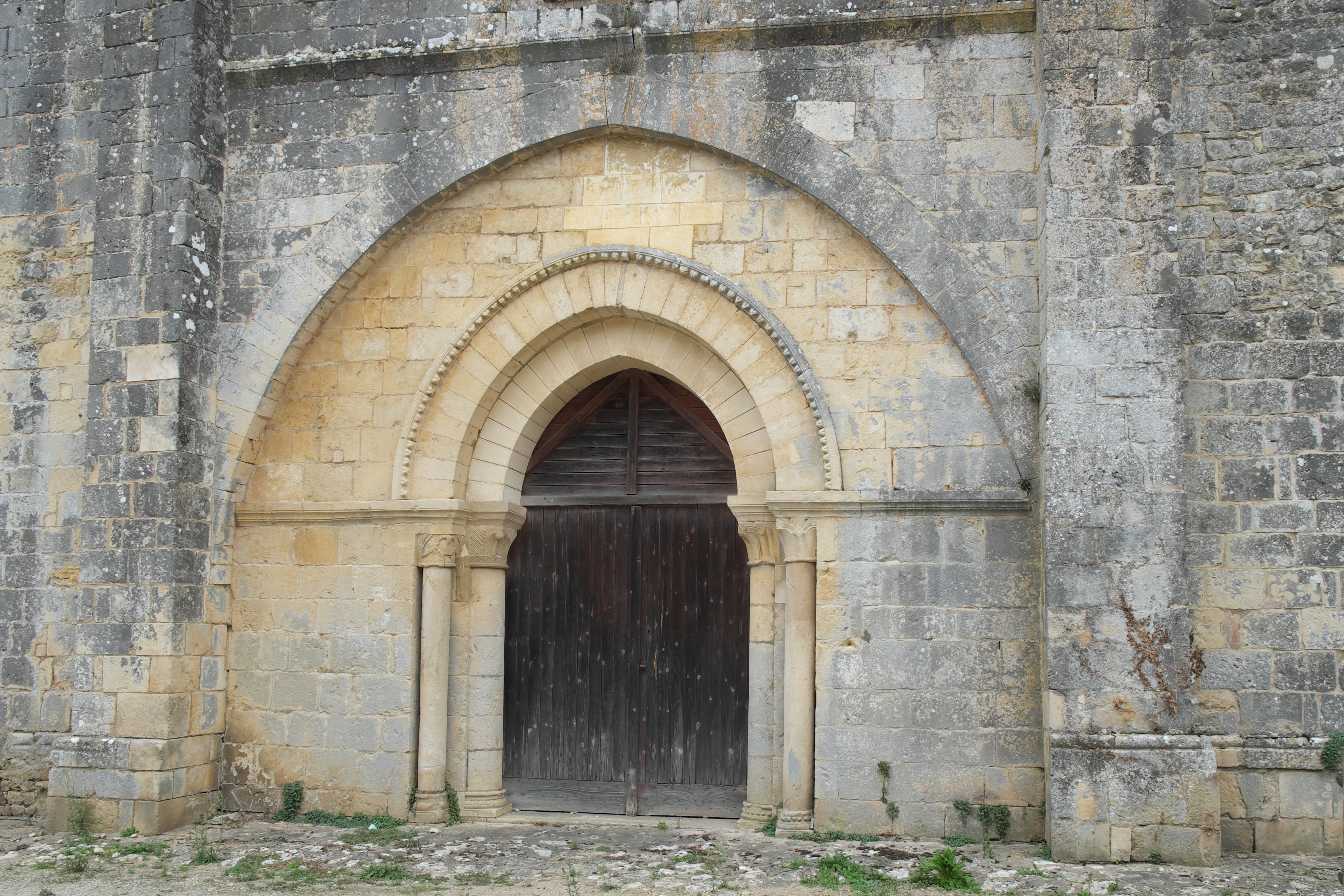
Westportal
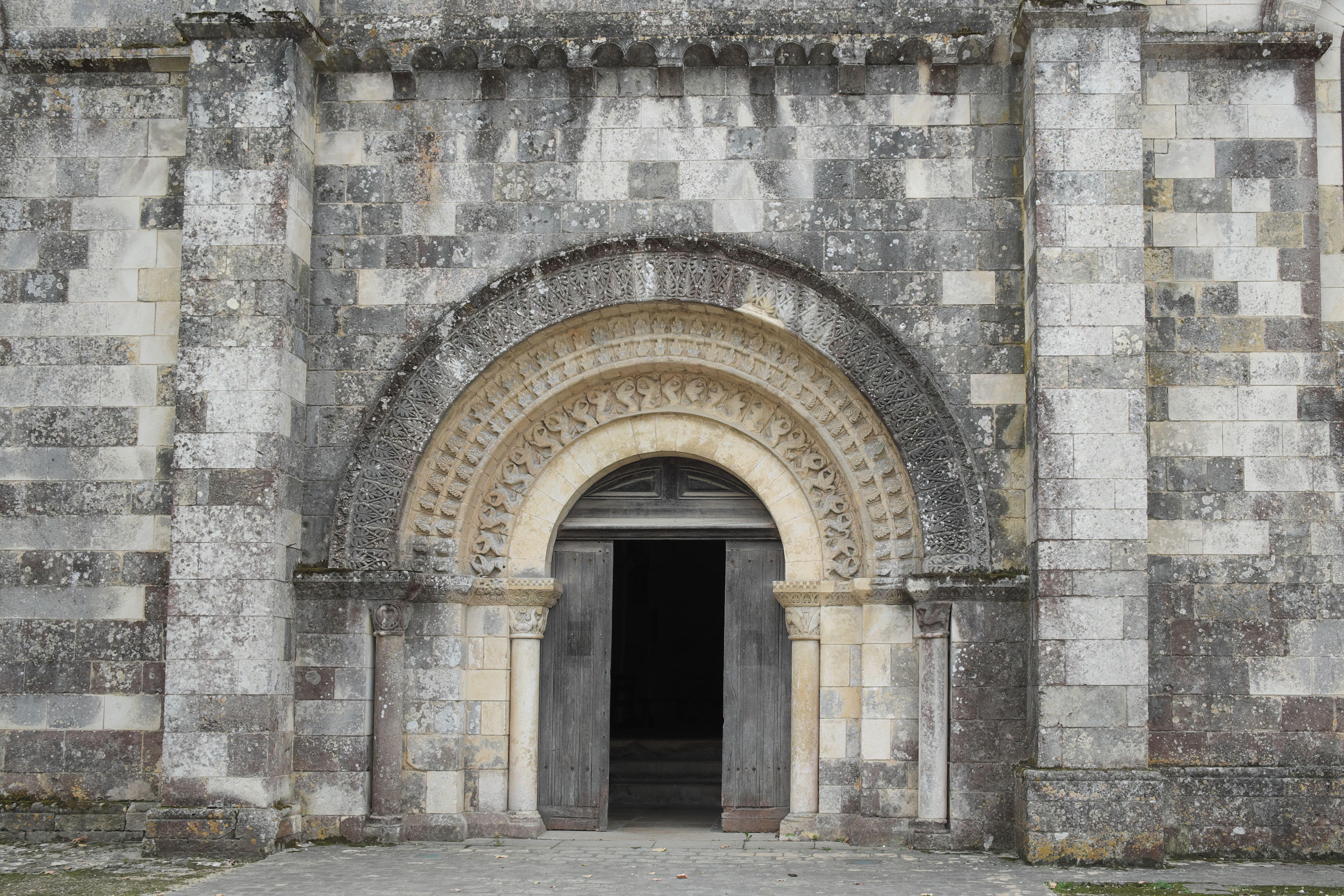
Nordportal

### Innenraum

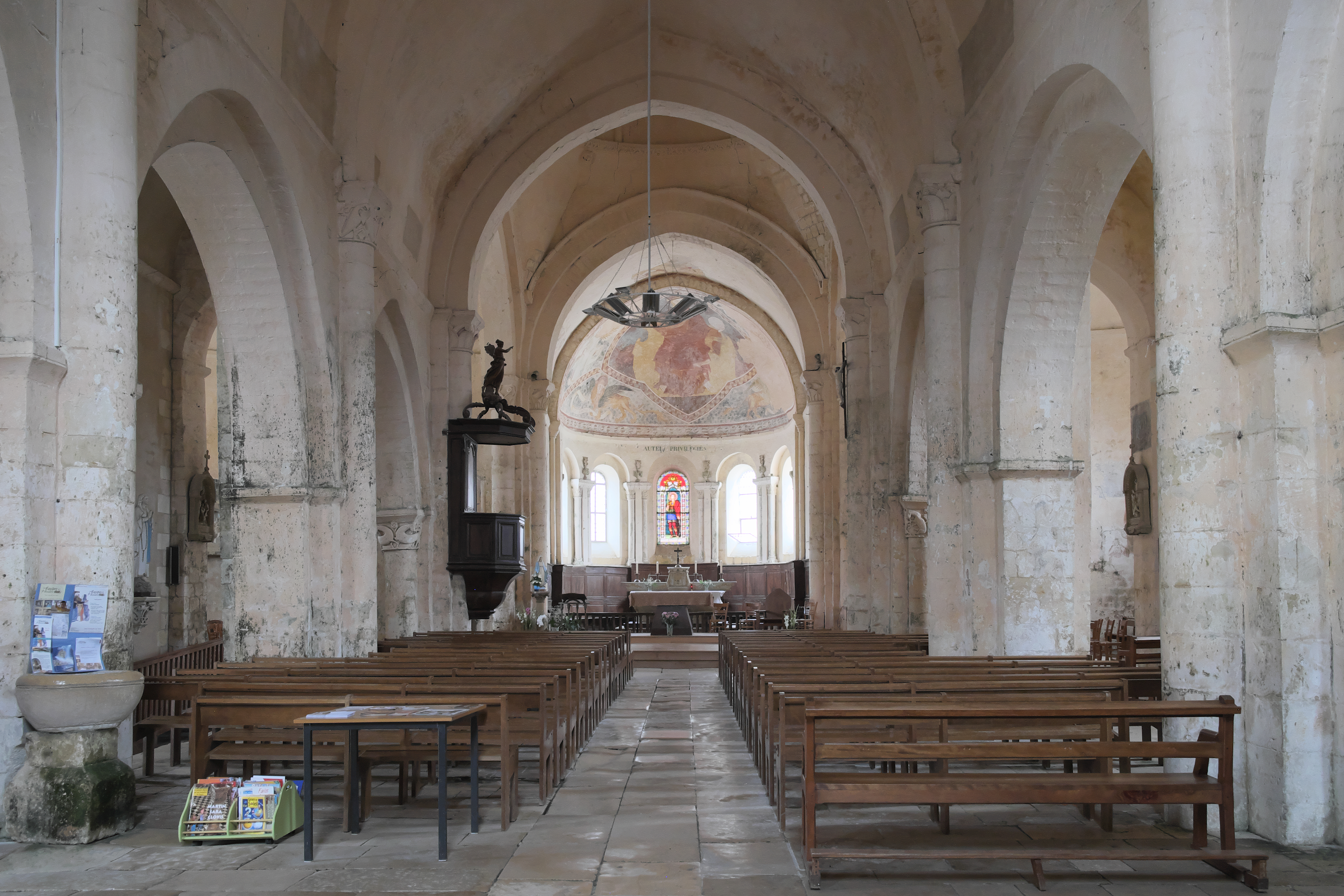
Mittelschiff

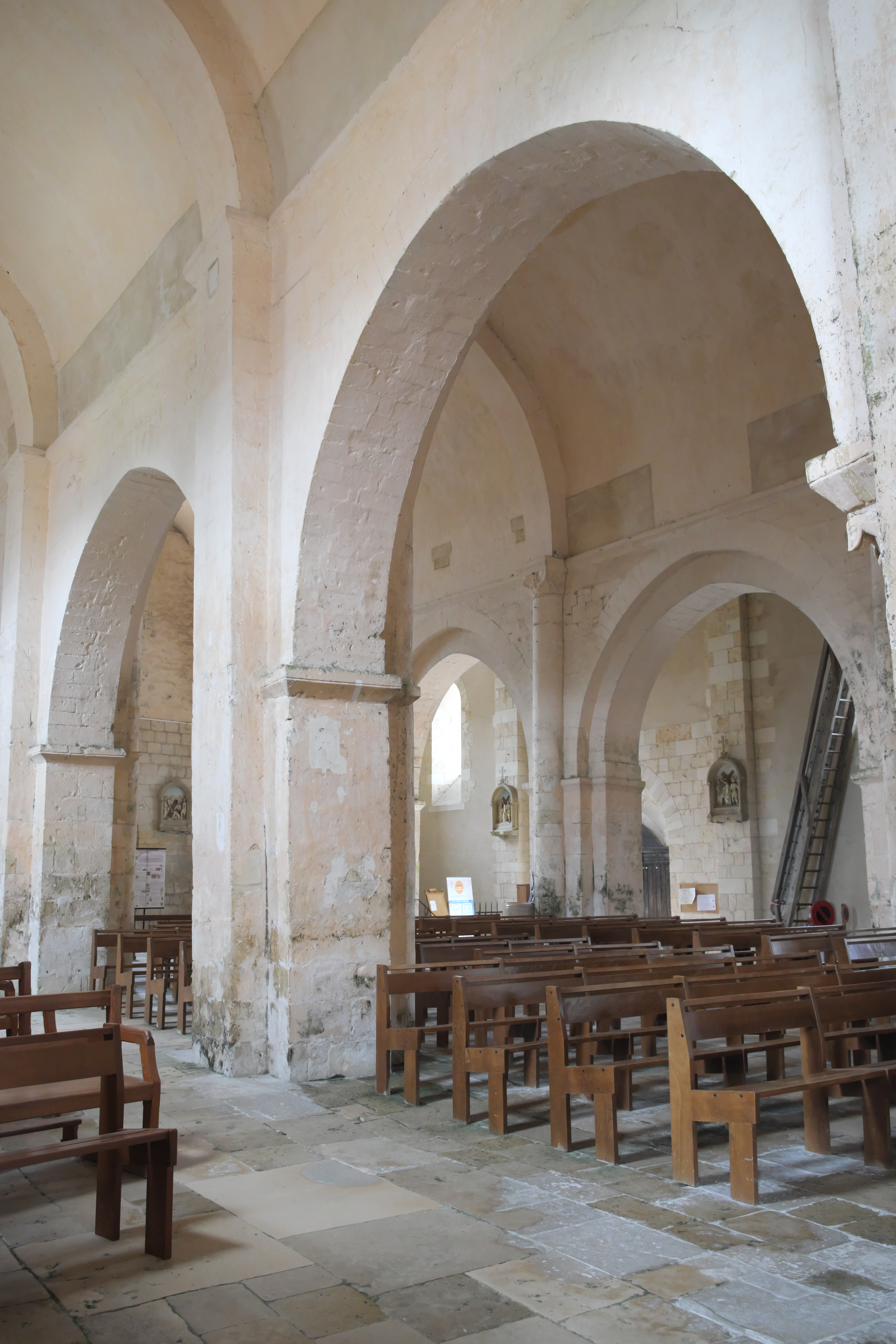
Diagonalsicht durch das Mittelschiff, beide Arkaden

Das dreischiffige Langhaus mit trapezförmigem Grundriss ist in vier Joche gegliedert und wird nach Osten breiter. Das nördliche Seitenschiff ist länger als das südliche und um 60 cm tiefer als das Hauptschiff.
Alle drei (Teil-)Schiffe sind annähernd gleich hoch und gleich breit. Die hohen und weiten Arkaden, die das Mittelschiff zu den beiden Seitenschiffen öffnen, sind leicht zugespitzt und ruhen auf massiven Rechteckpfeilern, die im Mittelschiff durch Säulenvorlagen und in den Seitenschiffen durch kräftige Pilaster verstärkt werden. Die Halbsäulen sind mit figürlichen und mit Blattmotiven skulptierten Kapitellen verziert.
Die Vierung wird von einer auf Trompen aufliegenden Kuppel überwölbt. Im Zentrum der Kuppel öffnet sich ein Okulus, von dem acht, von Rundstäben gebildete Gewölberippen ausgehen. Diese führen zu einem ornamental skulptierten Fries, der am Ansatz der Kuppel verläuft.
Die außen polygonal geschlossene Apsis ist innen halbrund geschlossen wie auch die Nord- und die Südseite des Querhauses, die außen einen Fünfachtelschluss aufweisen. An die Querhausarme schließen sich im Osten die niedrigeren, seitlichen Apsiden an.
Die Apsis wird durch fünf Fenster beleuchtet, die in rundbogigen Nischen eingeschnitten sind. Zwischen den Fenstern stehen Doppelsäulen mit Kapitellen, die mit unterschiedlichen Blattmotiven verziert sind, und einem Pfeiler in der Mitte, darüber sind Reliefs von Urnen angebracht, aus denen Flammen zu züngeln scheinen.
Die Kapitelle der beiden niedrigeren, eingestellten Säulen an den Vierungspfeilern sind mit Tierpaaren, vielleicht Löwen, skulptiert. Die Paare auf der linken Seite wenden ihre lange Hälse voneinander ab, die Paare auf der rechten Seite bäumen sich, einander zugewandt, auf und haben nur einen gemeinsamen Kopf.
Haupt- und Seitenschiffe werden von Spitztonnen mit Gurtbögen gedeckt, alle drei Apsiden werden von Kalotten überwölbt.

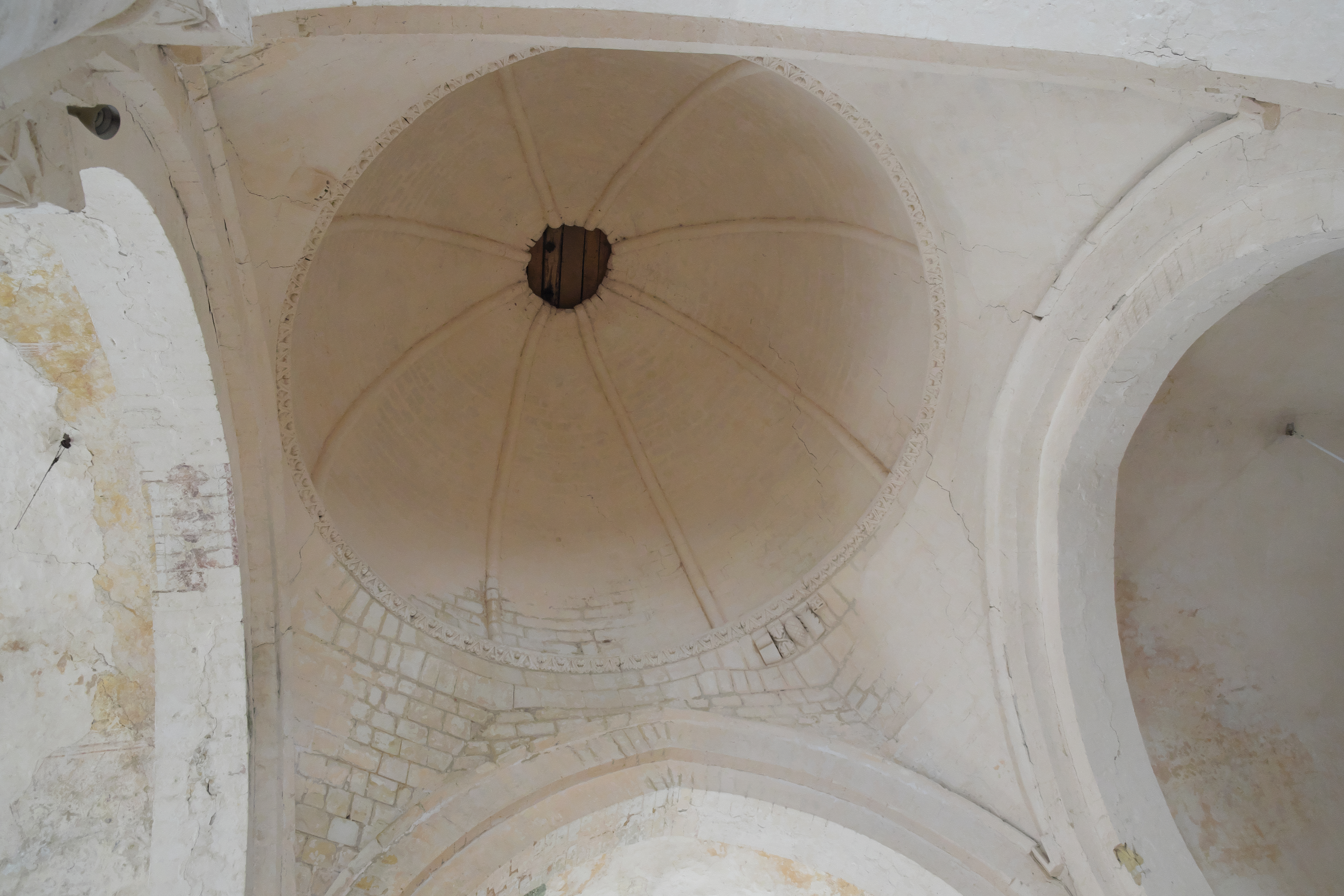
Vierungskuppel
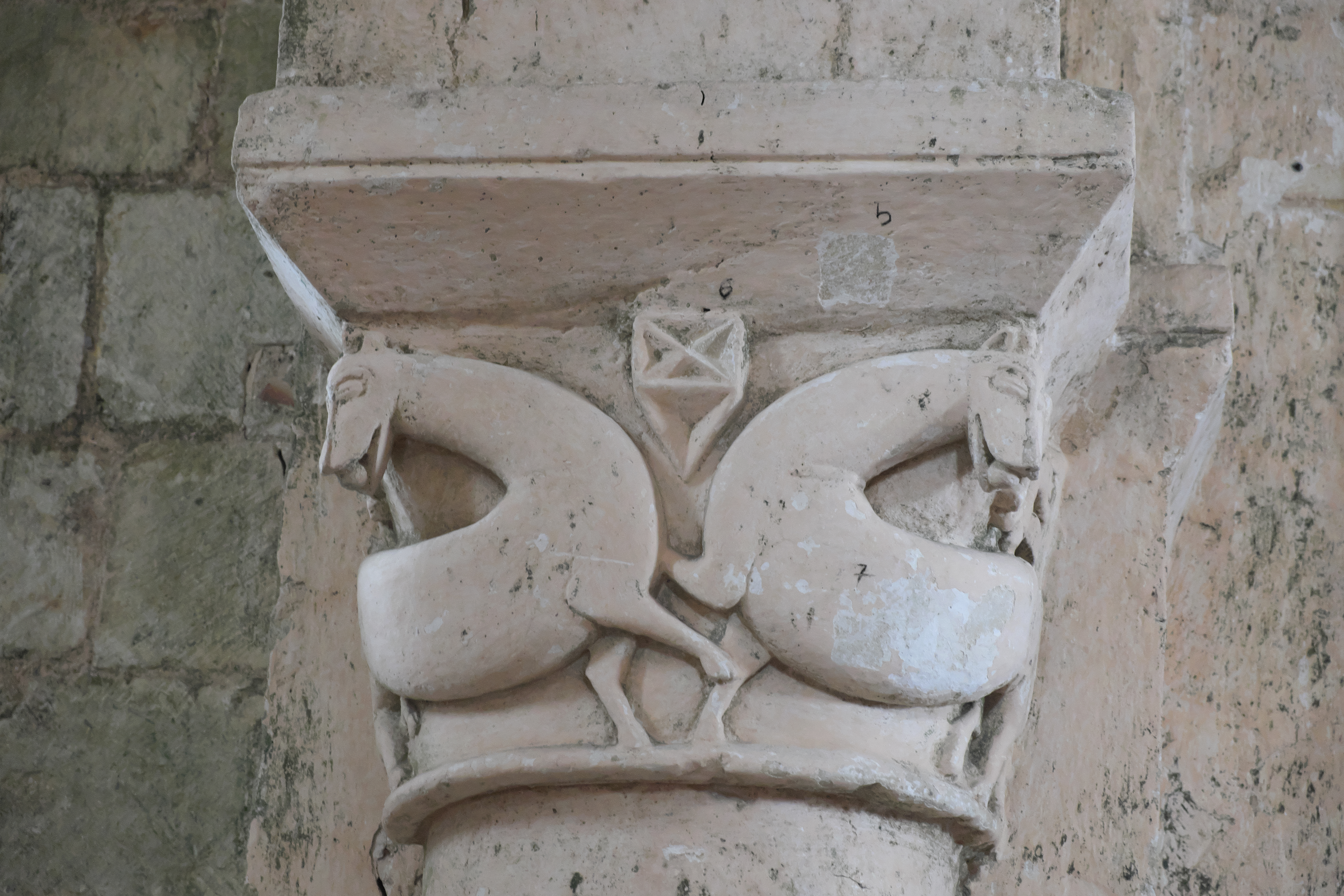
Kapitell
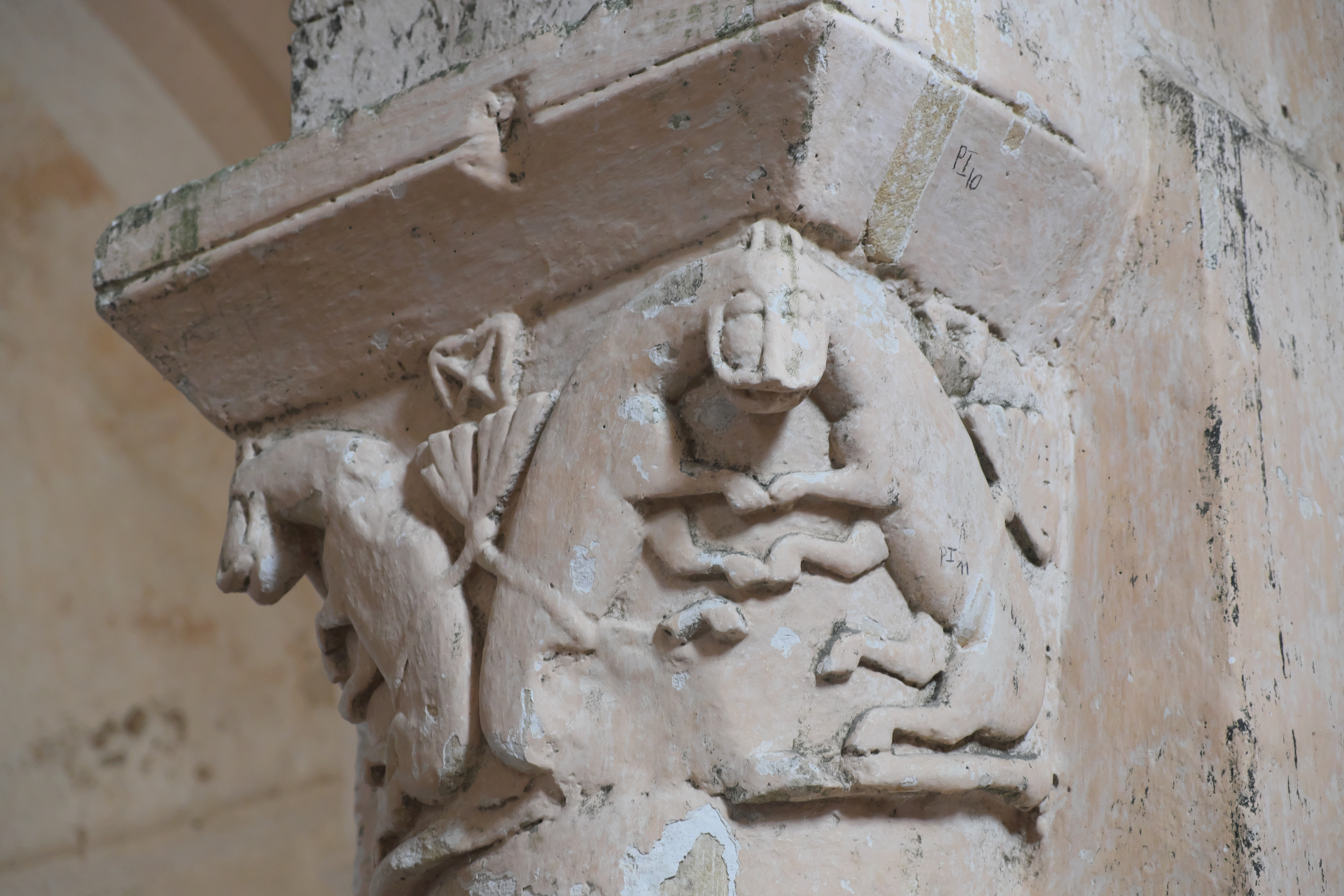
Kapitell

## Wand- und Deckenmalerei

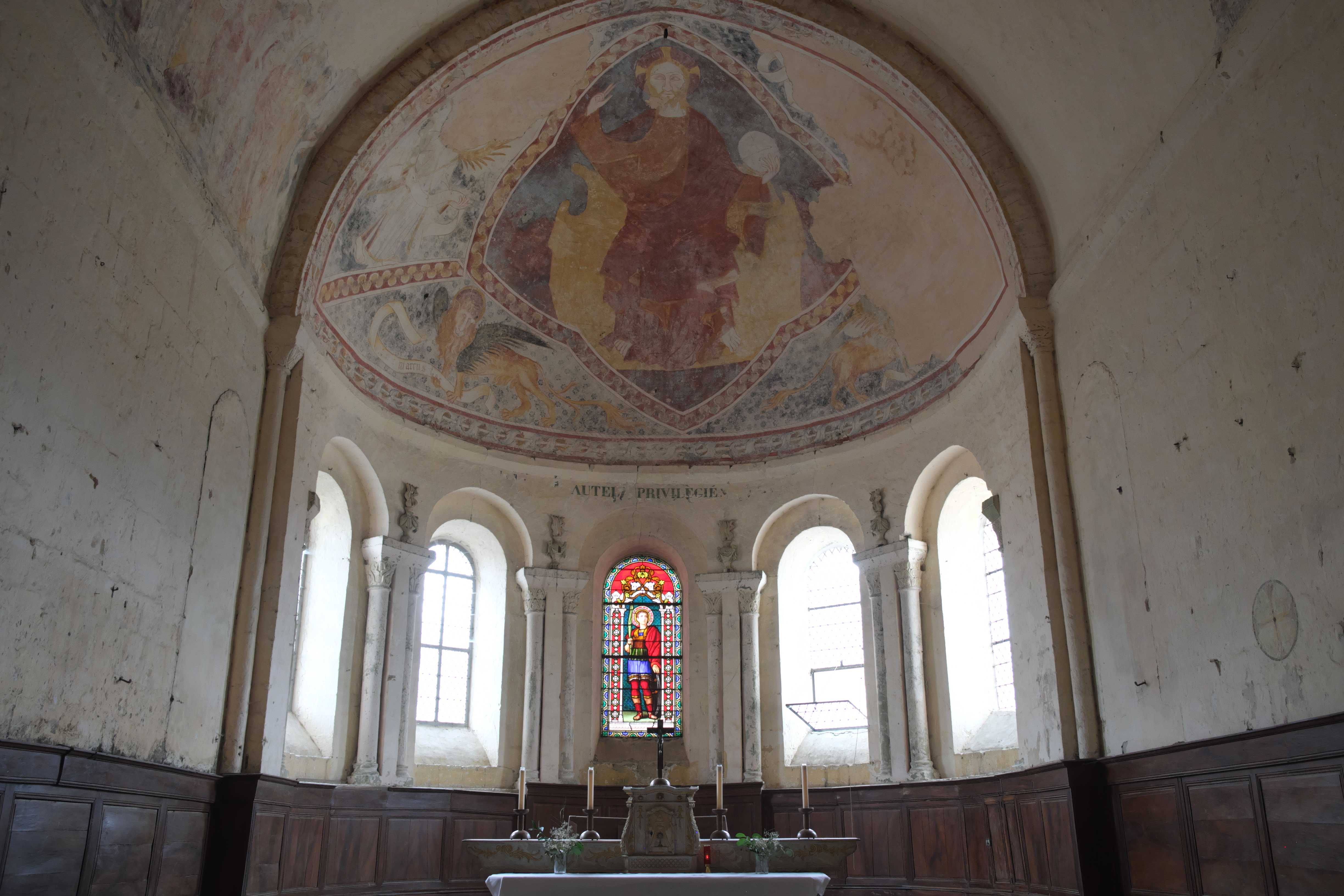
Chor

Die Deckenmalereien im Chor wurden 1946 entdeckt und im Jahr darauf restauriert. Sie wurden früher in das 14. Jahrhundert datiert, seit neuerer Zeit werden sie dem 15. Jahrhundert zugeschrieben. An der Decke der Hauptapsis ist Christus als Weltenrichter dargestellt. Er wird von einer achtpassförmigen Mandorla gerahmt und ist von den Evangelistensymbolen umgeben. Seine rechte Hand ist zum Segen erhoben, in seiner linken hält er die Weltkugel. Ein Kreuznimbus umgibt sein Haupt. Über dem oberen Rand der Mandorla sind noch Fragmente von Engelsdarstellungen zu erkennen, die in Posaunen blasen. Auf der linken Seite sind Propheten dargestellt, auf der rechten Apostel, die teilweise mit den Inschriften ihrer Namen bezeichnet sind.
Im Hauptschiff und in den Seitenschiffen sind Wandmalereien aus späterer Zeit erhalten. Auf einer ins 16. Jahrhundert datierten Malerei im südlichen Seitenschiff ist die heilige Barbara von Nikomedien mit ihren Attributen, dem Turm und der Märtyrerpalme, zu sehen.
An den Wänden sind Trauerbänder (Litre funéraire) mit den Wappen der Familie Brillac de Nouzières aufgemalt, die von 1647 bis 1753 die Grundherren von Gençay waren.

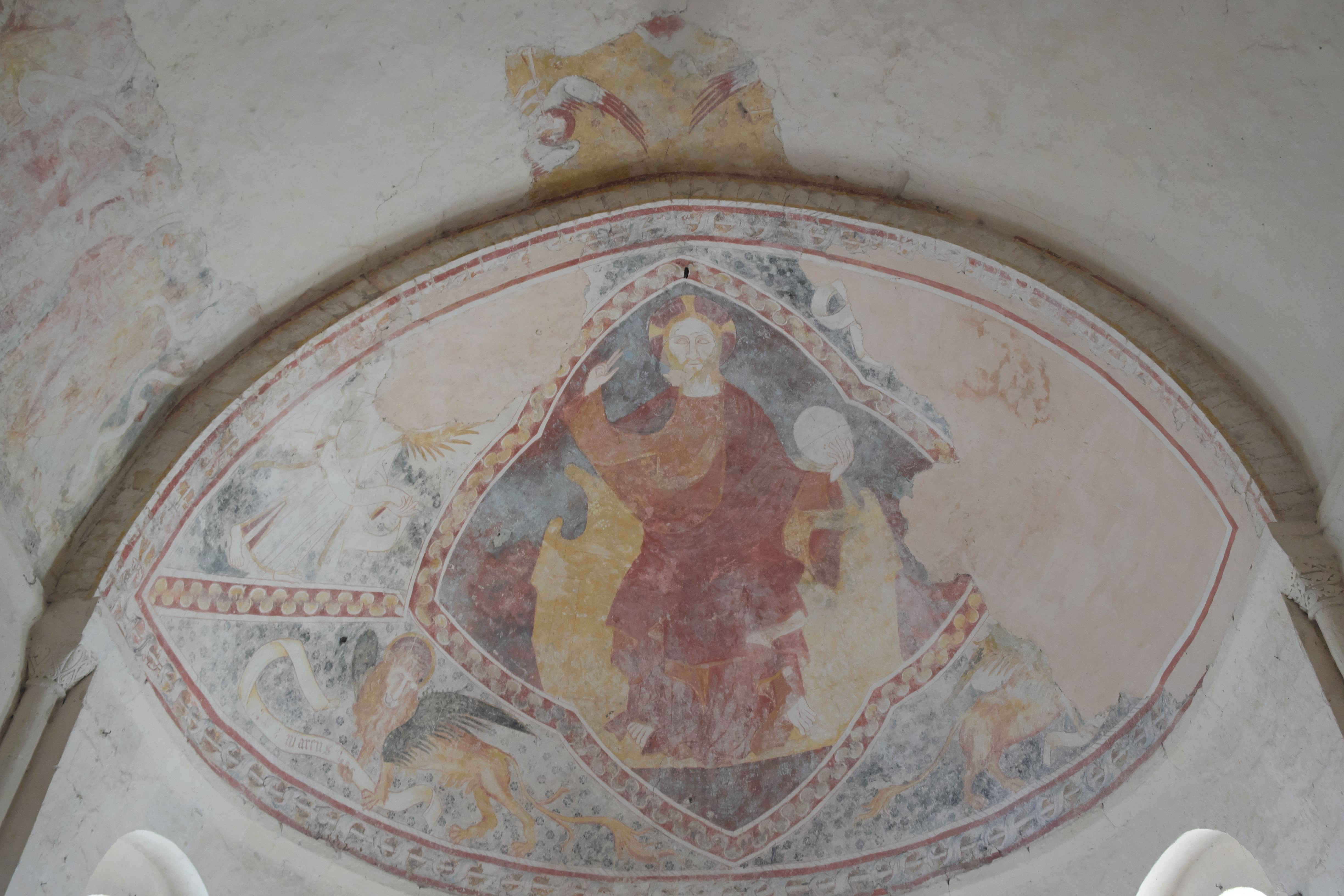
Christus als Weltenrichter
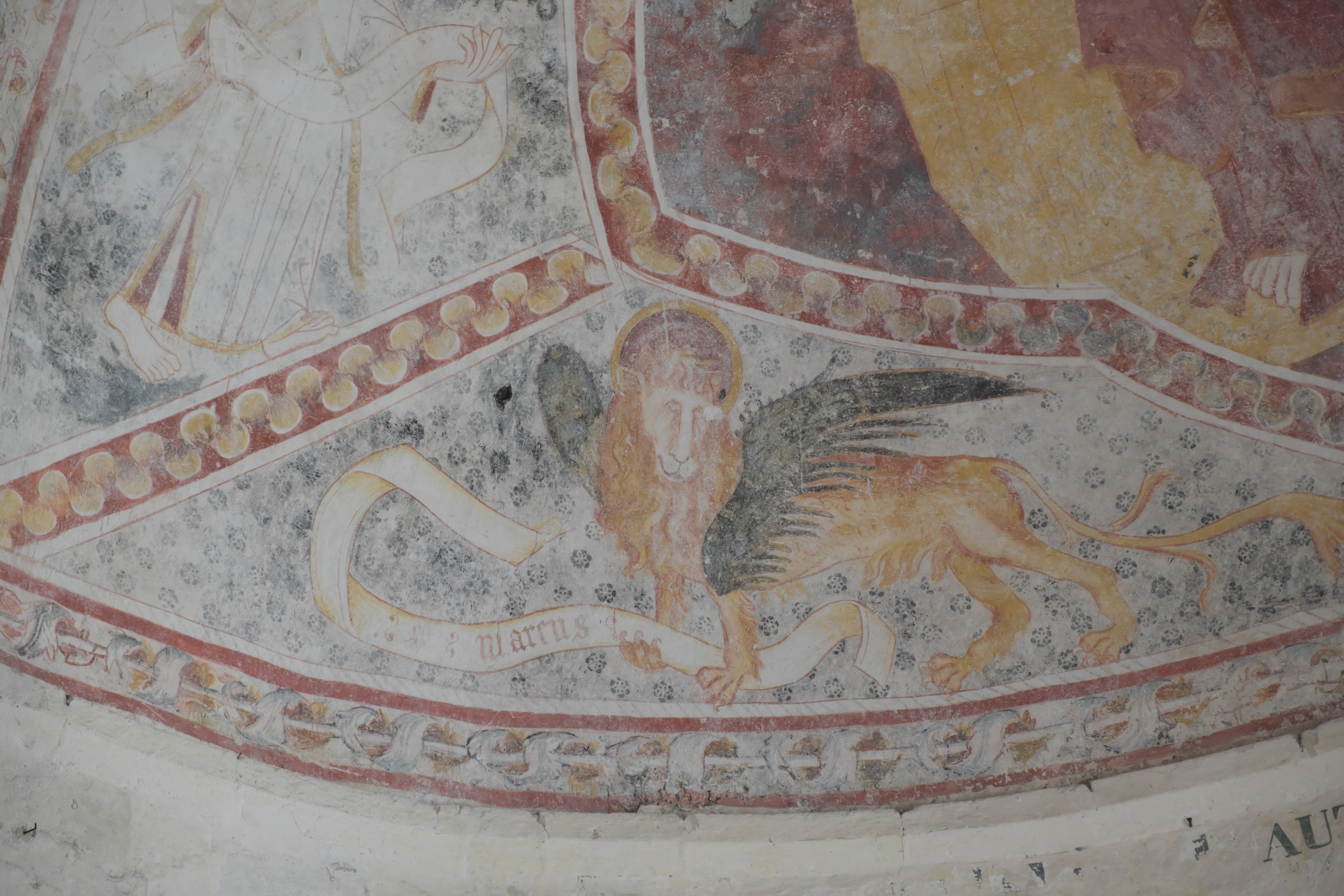
Löwe, Symbol des Evangelisten Markus
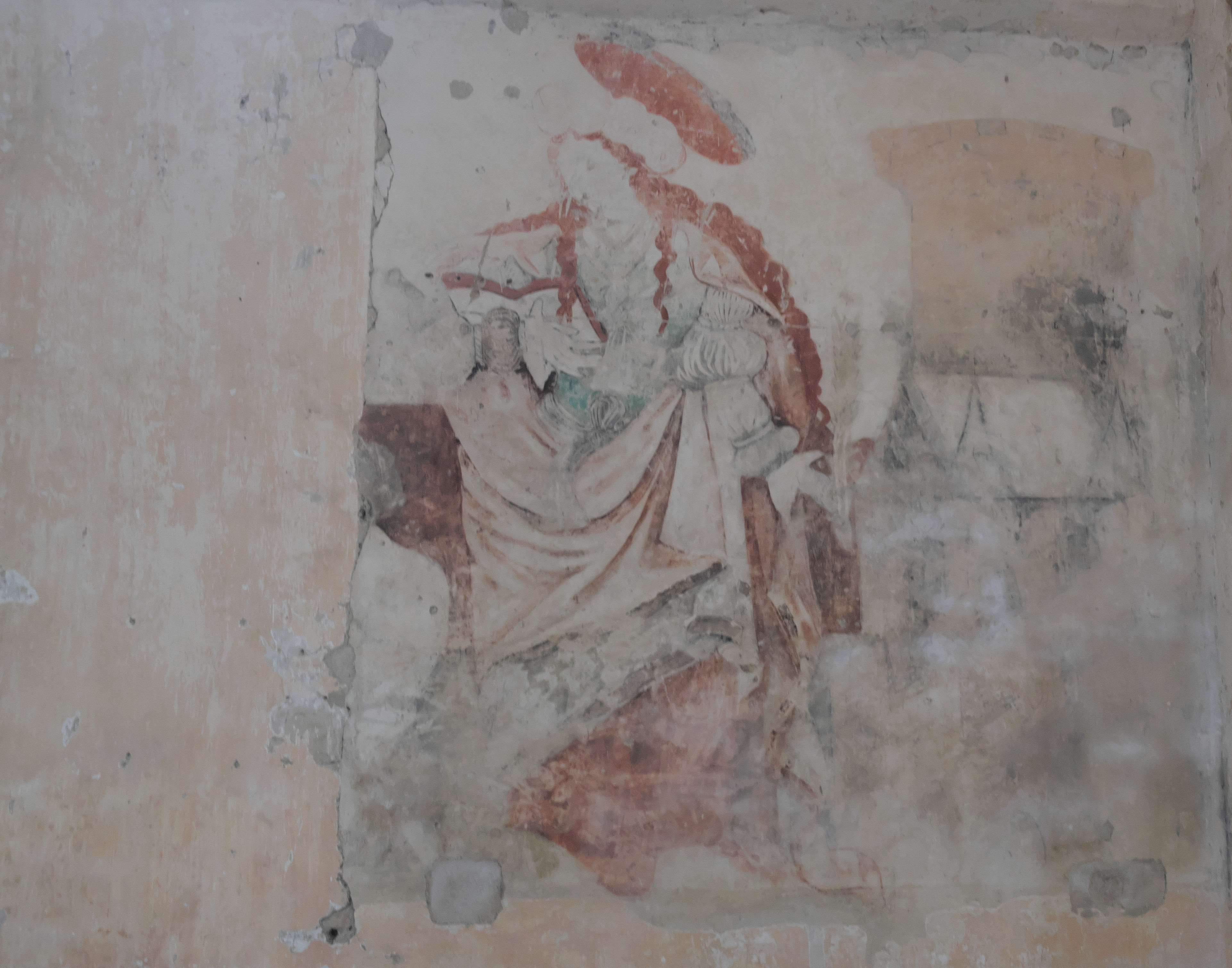
Heilige Barbara
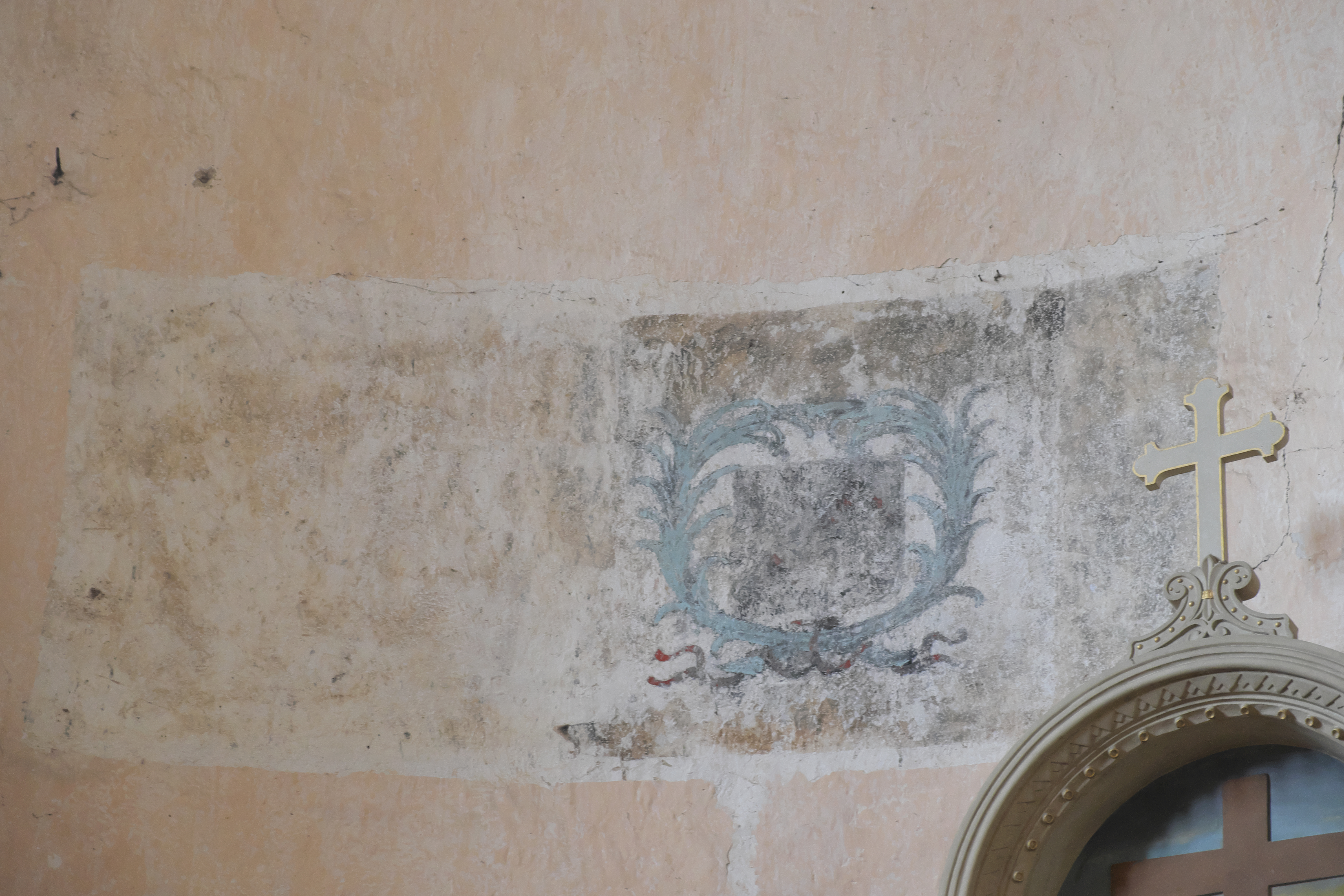
Trauerband mit Wappen

## Ausstattung
- Das zentrale Bleiglasfenster im Chor stellt den heiligen Mauritius, den Schutzpatron der Kirche, dar.
- Die Kreuzwegstationen sind als Reliefs gestaltet.
- Die farbig gefasste steinerne Figur einer Madonna mit Kind stammt aus dem 18. Jahrhundert.[5]

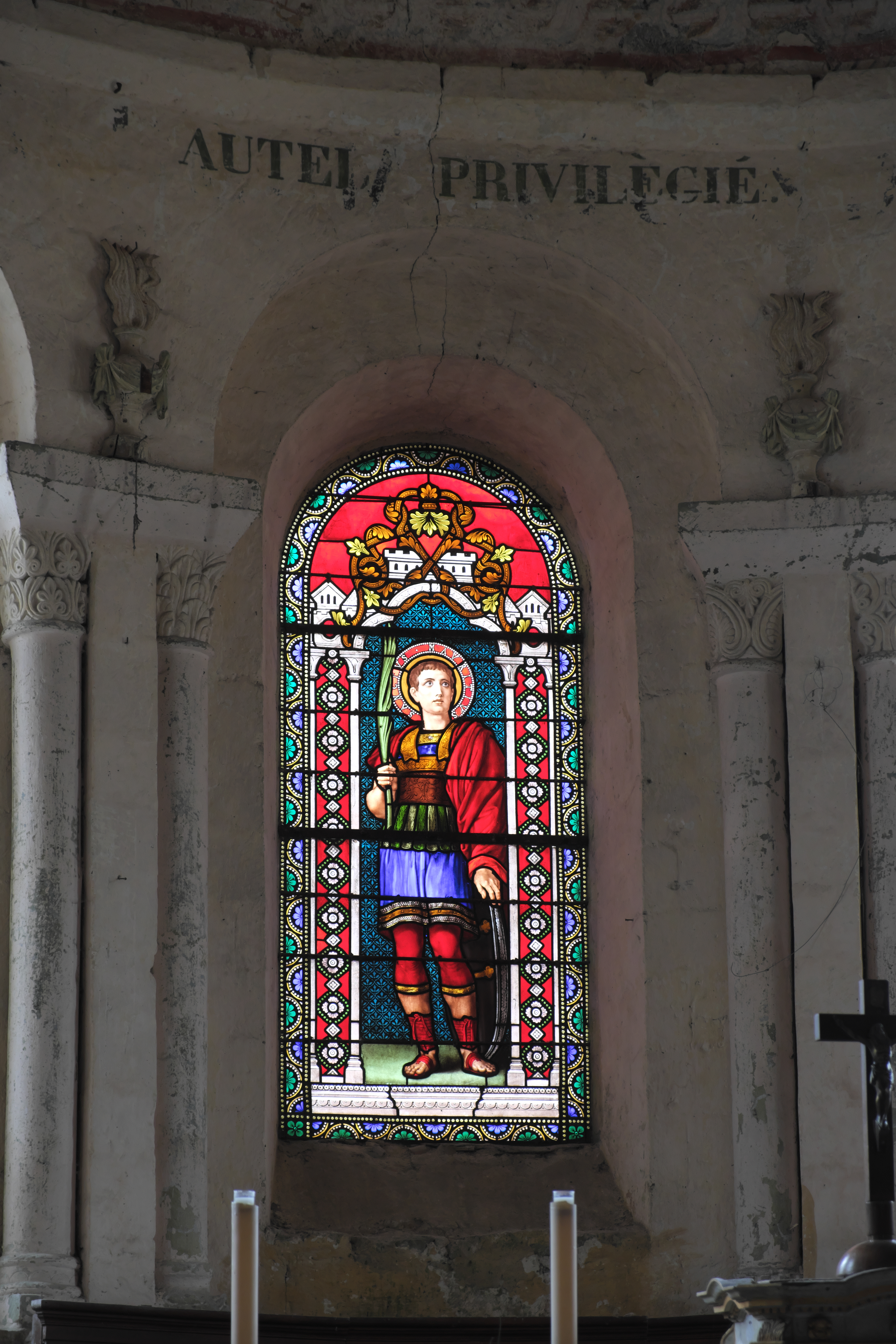
Bleiglasfenster, heiliger Mauritius
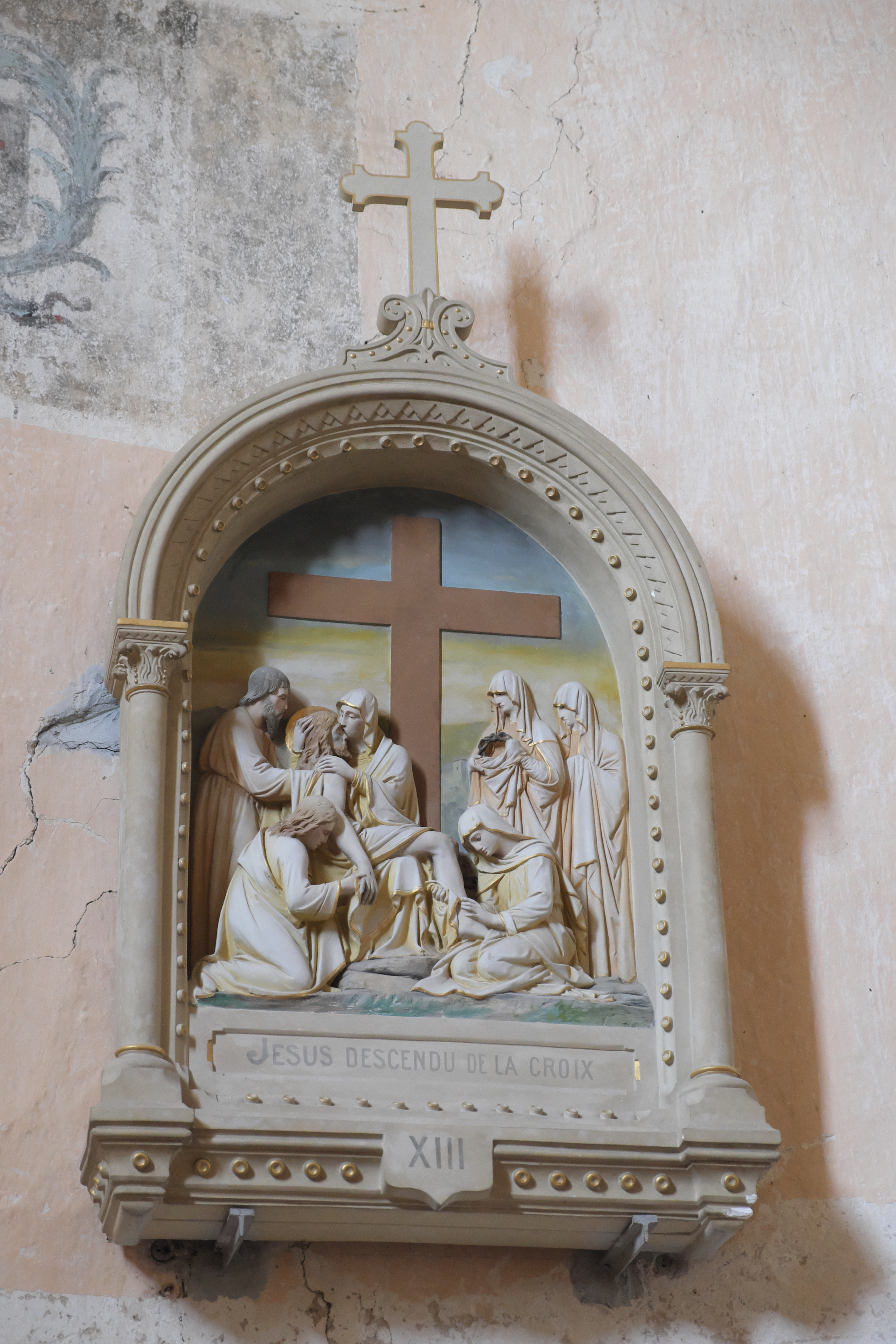
Kreuzwegstation

## Glocken
Die sogenannte Glocke Aimerie Françoise wurde 1775 in der Glockengießerei von C. Guichard gegossen.